# Associazione Sportiva Nuoto e Canottaggio Civitavecchia
L'Associazione Sportiva Nuoto e Canottaggio Civitavecchia è una società pallanuotistica di Civitavecchia. Nata nel 1950 come Società di Nuoto e Canottaggio Civitavecchia sotto la presidenza di Raul Di Gennaro, la società milita in Serie B.

## Storia
Nella sua storia ha disputato diversi campionati di massima serie (attualmente la serie A1), conquistando la prima promozione nel 1967. 
Considerata per molti anni uno dei più preziosi vivai della pallanuoto giovanile italiana, la SNC ha formato diversi atleti di livello nazionale ed internazionale, come Roldano Simeoni e Marco Galli  (campioni del mondo a Berlino 1978), Marcello Del Duca (vicecampione olimpico ai Giochi della XXI Olimpiade di Montréal 1976), Simone Feoli (medaglia di bronzo agli Europei di Bonn 1989), Roberto e Alessandro Calcaterra (medaglie di bronzo all'Olimpiade di Atlanta 1996) e, più recentemente, il campione mondiale a Gwangju 2019 Marco Del Lungo.

## Rosa 2021-2022
| N° |                   | Ruolo | Giocatore         |
| -- | ----------------- | ----- | ----------------- |
|    | Italia (bandiera) | P     | Giordano Visciola |
|    | Italia (bandiera) | P     | Luca Mancini      |
|    | Italia (bandiera) | D     | Marco Muneroni    |
|    | Italia (bandiera) | D     | Alessio Ballarini |
|    | Italia (bandiera) | D     | Stefano Ballarini |

| N° |                   | Ruolo | Giocatore       |
| -- | ----------------- | ----- | --------------- |
|    | Italia (bandiera) | CV    | Marco Minisini  |
|    | Italia (bandiera) | CV    | Daniele Simeoni |
|    | Italia (bandiera) | A     | Andrea Castello |
|    | Italia (bandiera) | A     | Luca Pagliarini |
|    | Italia (bandiera) | CB    | Davide Romiti   |

### Staff
- Presidente:  Marco Pagliarini[1]
- Allenatore:  Aurelio Baffetti[2]
- Preparatore atletico:  Danilo Ingrosso

## Palmares

### Trofei nazionali
- Trofeo del Giocatore: 2

1967, 1985

### Trofei giovanili
- Campionato italiano Juniores: 3

1980, 1986, 1989
- Campionato italiano Juniores B: 1

1960
- Campionato italiano Allievi: 10

1957, 1963, 1964, 1967, 1968, 1969, 1984, 1985, 1991, 1995 
- Campionato italiano Ragazzi: 3

1989, 1992, 1993

## Onorificenze
- Stella di Bronzo al Merito Sportivo: 1974
- Stella d'Argento al Merito Sportivo: 1982
- Stella d'Oro al Merito Sportivo: 1991